# 井上コオ
井上 コオ（いのうえ コオ、1949年5月18日 - ）は、日本の漫画家。神奈川県横浜市出身。

## 経歴
望月三起也、江原伸のアシスタントを経て、『週刊少年ジャンプ』（集英社）1969年26号に『必殺のクロスカウンター』を発表し漫画家デビュー。同誌で発表した『侍ジャイアンツ』（原作：梶原一騎）で連載デビューを果たし、テレビアニメ化もされた。これ以降も『新巨人の星』の子供向け版など、野球漫画を中心に作品を発表した。
代表作である『侍ジャイアンツ』の連載時のアシスタントに車田正美がいた。

## 作品リスト
- 侍ジャイアンツ（原作：梶原一騎 週刊少年ジャンプ連載）
- 新巨人の星 コミカライズ版（原作：梶原一騎 テレビマガジン連載）
- デカ直次郎（原作：池本朗 週刊少年キング連載）
- 豪球ヤマト（月刊少年ジェッツ連載）[3]
- ほえろ!闘志（協力：武石正道 コミックボンボン連載)
- 小松原三夫のまんがゴルフ実戦道場（指導：小松原三夫）
- 名球会COMICS（複数作家による全36巻、以下の4巻を井上が担当）
  - 第8巻 加藤英司 - グラウンドの野性児（作：江本正記）
  - 第9巻 門田博光 - 限界を忘れたすごい奴（作：永島直樹）
  - 第28巻 村田兆治 - 男のこだわり マサカリ投法よ永遠なれ（作：奥田益也）
  - 第35巻 米田哲也 - 嵐呼ぶダンプ投法（作：江本正記）
- 漫画・うんちくプロ野球（監修：野球古書店ビブリオ メディアファクトリー新書、2014年2月27日発売）